# Snov
Snóv je po sodobnem pogledu vsaka znanstveno opazljiva entiteta. Po navadi se definicija snovi omeji na tiste entitete, ki jih raziskuje fizika.
Definicija opredeljuje snov kot najmanjše, najbolj osnovne entitete, ki se pojavljajo v fiziki. Zaradi tega lahko na snov gledamo kot gradivo, ki ga sestavljajo delci, ki so fermioni in zanje velja Paulijevo izključitveno načelo, po katerem dva ferminona ne moreta biti v istem kvantnem stanju. V skladu s tem načelom vsi delci, ki sestavljajo snov, niso v svojih najnižjih energijskih stanjih in tako stabilne strukture s fermioni lahko obstojijo. Poleg tega Paulijevo izključitveno načelo zagotavlja, da dva dela snovi v istem času ne bosta na istem kraju in bosta celo trčila med seboj, z razliko od svetlobe, ki ne reagira s snovjo.
Snov, ki jo običajno opazujemo, je v obliki: kemijskih spojin, polimerov, zlitin ali čistih kemijskih elementov.
Glede na različne termodinamične pogoje kot sta temperatura in tlak lahko snov obstaja v različnih »fazah«, od katerih so najbolj znane trdna, tekoča in plinska. Poleg teh obstajata še plazma in Bose-Einsteinov kondenzat. Pri faznem prehodu preide snov iz ene faze v drugo. Te pojave preučuje termodinamika.